# Zuid-Georgia en de Zuidelijke Sandwicheilanden
Zuid-Georgia en de Zuidelijke Sandwicheilanden (Engels: South Georgia and the South Sandwich Islands; Spaans: Islas Georgias del Sur y Sandwich del Sur) is een overzees gebiedsdeel onder soevereiniteit van het Verenigd Koninkrijk. Deze bestuurlijke eenheid bestaat uit twee eilandengroepen: de Zuid-Georgia Eilanden en de Zuidelijke Sandwicheilanden. De eilanden liggen op de Scotiarug, aan de rand van de Scotiazee in de zuidelijke Atlantische Oceaan. Bestuurlijk ressorteren de eilandengroepen onder de Falklandeilanden. De afstand tussen de hoofdplaats Stanley op de Falklands en King Edward Point op Zuid-Georgia is 1455 km.
Ook deze archipels worden opgeëist door Argentinië. De eilanden waren mede de inzet tijdens de Falklandoorlog.
De oppervlakte van de Zuid-Georgia Eilanden is 3756 km² en van de Zuidelijke Sandwicheilanden 147 km².

## Geschiedenis
De eilanden werden ontdekt in 1775 door James Cook tijdens zijn tweede grote reis naar de zuidelijke oceanen, en door hem genoemd naar Lord Sandwich, de vierde graaf van Sandwich en op dat moment de First Lord van de Admiraliteit van Engeland (zie Lijst van Lord High Admirals en First Lords of the Admiralty of England).
Alhoewel de eilanden nauwelijks permanente bewoning kennen, werd Zuid-Georgia in het einde van de 19e eeuw gebruikt als uitvalbasis van de walvisvaart. Omstreeks 1900 begon de jacht op walvissen. Als eerste werd op de bultrug gejaagd, het hoogtepunt lag tussen 1904 en 1920. Door de verminderde aantallen verschoof de aandacht naar de Gewone vinvis en de Blauwe vinvis. De walvisvaart kwam rond 1960 ten einde toen de walvis in de omgeving nagenoeg was verdwenen. In de zestig jaar dat de jacht heeft geduurd, zijn hier in totaal meer dan 170.000 walvissen gedood. Uit onderzoek is gebleken dat de walvissenpopulatie zich herstelt. Vanaf 2013 worden grote groepen bultruggen weer gesignaleerd. De Zuidkaper wordt sinds het begin van deze eeuw weer gesignaleerd, maar de populatie blijft vrijwel stabiel terwijl die van de bultrug wel groeit.
Op dit eiland bevindt zich de haven van Grytviken. Sinds 1908 zijn de eilanden in Britse handen en tot 2001 hadden de Britten hier een kleine militaire basis gevestigd. Deze basis wordt gebruikt voor permanent wetenschappelijk onderzoek. Tevens is er een biologisch onderzoekstation gevestigd op Vogeleiland, aan de westpunt van Zuid-Georgia.
Tot 2017 kwam er een grote populatie uitgezette rendieren voor op Zuid-Georgia. Zie voor meer informatie het artikel: Rendier in Zuid-Georgia.

## Geografische indeling

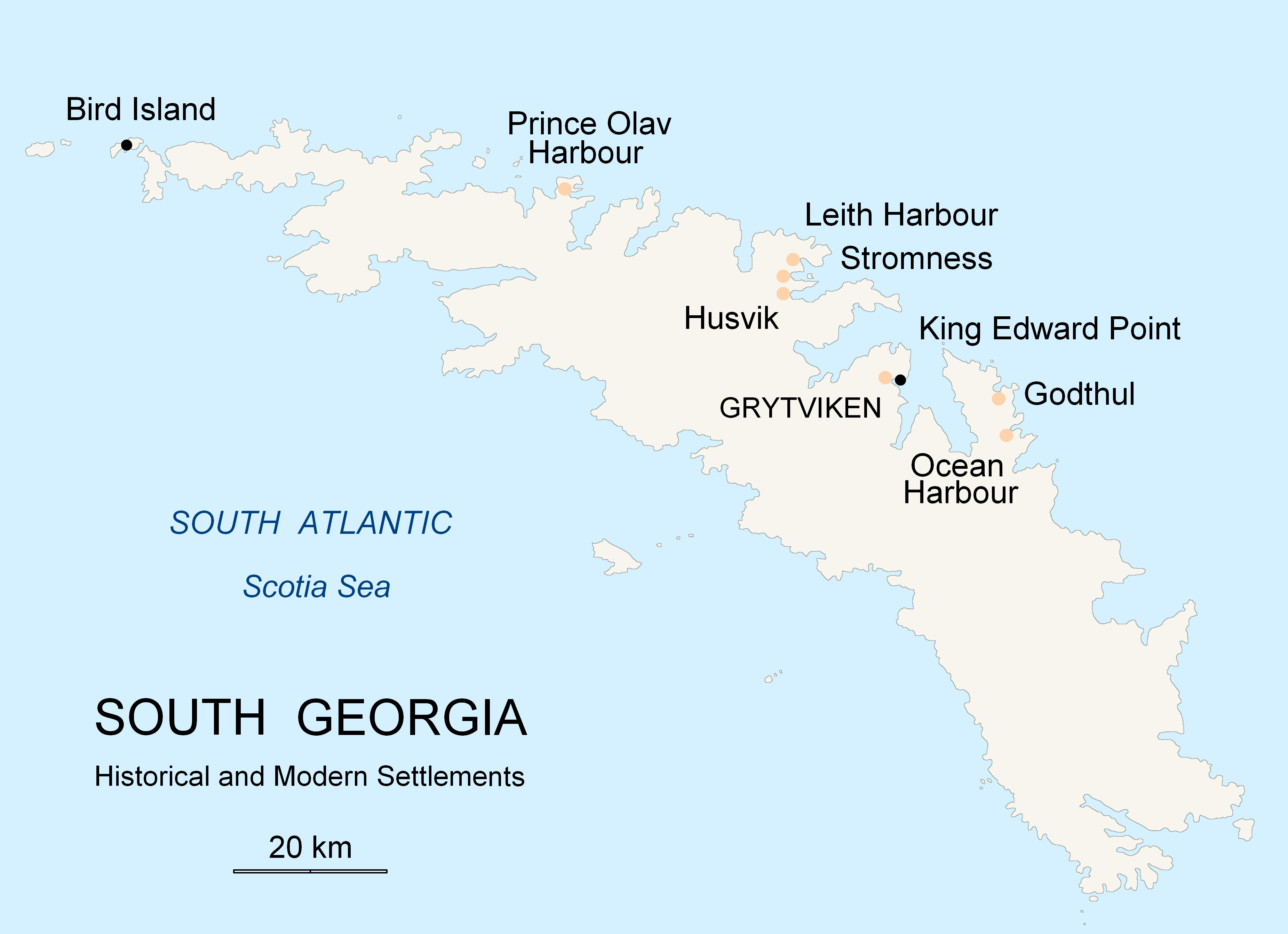
Historische en moderne dorpen op het eiland Zuid-Georgia

Geografisch worden de eilanden als volgt ingedeeld:
- Zuid-Georgia Eilanden:
  - Zuid-Georgia
  - Annenkoveiland
  - Vogeleiland
  - Coopereiland
  - Graseiland
  - Pickersgilleilanden
  - Welkomeilanden
  - Williseilanden
  - Zwarte Rotsen
  - Aalscholversrotsen
  - Clerkerotsen
- Zuidelijke Sandwicheilanden:
  - Traversayeilanden
    - Zavodovski-eiland
    - Leskoveiland (kleinste)
    - Visokoi-eiland
    - Lichtmiseiland
    - Vindicatie-eiland

  - Saunderseiland
  - Montagu-eiland (grootste)
  - Bristoleiland
  - Zuidelijke Thule-eilanden
    - Bellingshauseneiland

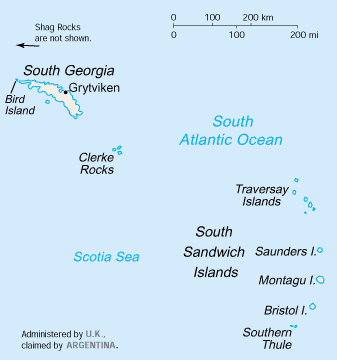
Zuid-Georgia en de Sandwicheilanden

    - Cookeiland (moet niet worden verward met de Cookeilanden, in de Grote Oceaan)
    - Thule-eiland

## Militaire aanwezigheid

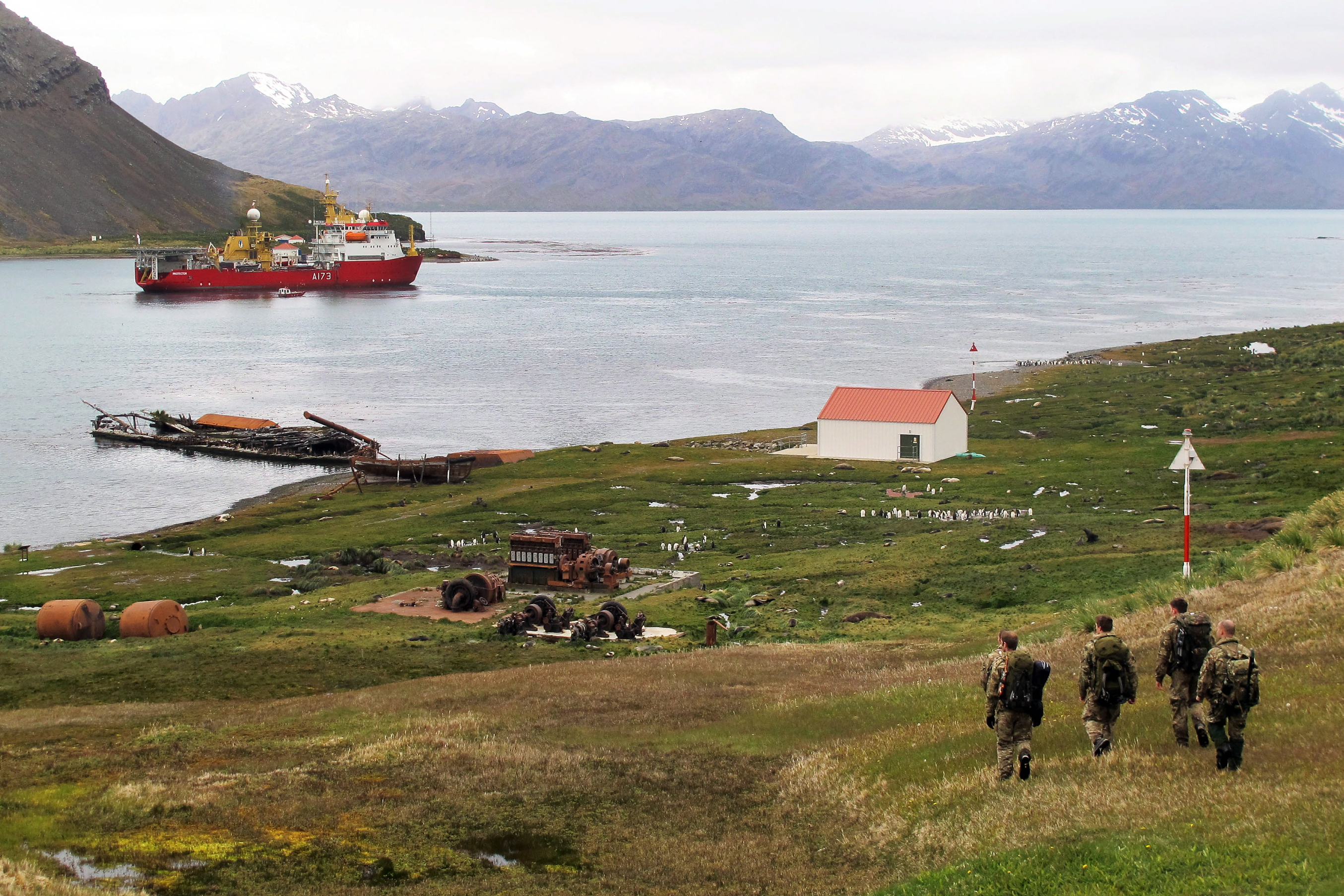
Militaire oefening op Zuid-Georgia met de HMS Protector voor de kust

Na de Falklandoorlog in 1982 bevond zich op King Edward Point op Zuid-Georgia een permanente militaire aanwezigheid. In de jaren 90 verminderde deze aanwezigheid, totdat de laatste militairen het eiland in maart 2001 verlieten, nadat de British Antarctic Survey (BAS) een nieuw onderzoeksstation had gebouwd.
De voornaamste militaire basis in de regio is RAF Mount Pleasant en de aangrenzende marinebasis Mare Harbour op Oost-Falkland en drie Remote Radar Heads op de Falklandeilanden: RRH Mount Kent, RRH Byron Heights en RRH Mount Alice. Britse marineschepen patrouilleren de regio en bezoeken Zuid-Georgia enkele keren per jaar, waarbij ze soms kleine infanteriepatrouilles inzetten. Militaire vliegtuigen van de Royal Air Force zoals de C-130 Hercules en de Vickers VC-10 patrouilleren nu en dan boven de eilandengroep.
Voor de uitvoering van de missie Atlantic Patrol Task (South) doet de Royal Navy een beroep op torpedojagers of fregatten of een schip van de Royal Fleet Auxiliary.
De HMS Endurance, het ijspatrouilleschip van de Royal Navy, opereerde in het gebied rond Zuid-Georgia tijdens de zomerseizoenen, totdat het schip in 2008 veel schade had opgelopen ten gevolge van overstromingen. Het schip voerde hydrologisch en cartografisch onderzoek uit en assisteerde de BAS, filmploegen en private expedities met wetenschappelijk veldwerk. Terwijl men de definitieve beslissing over het lot van de HMS Endurance afwachtte, nam de Royal Navy een Noorse ijsbreker over om drie jaar lang als vervanging te dienen. In september 2013 nam het Verenigd Koninkrijk dit schip, dat HMS Protector werd gedoopt, definitief over. In juni 2016 maakte de HMS Endurance de laatste reis naar een sloper in Turkije.